# Furcraea
El fique (Furcraea) es un género de plantas suculentas perteneciente a la familia asparagaceae, nativa de las regiones tropicales de México, Caribe, Centroamérica, norte y sur de Sudamérica.

## Descripción
Son plantas grandes, gruesas, con cáudice erecto aéreo o subterráneo. Hojas agrupadas en el ápice del cáudice, lanceoladas o ensiformes, largas y angostas, delgadas o gruesas, márgenes subenteros o espinoso-dentados, ápice un mucrón corto o acúleo engrosado. Panículas grandes, terminales, usualmente piramidales, flores erectas o pendientes, solitarias o fasciculadas, en las axilas de las brácteas, blancas o verdosas, ocasionalmente reemplazadas por bulbilos; perianto de 6 segmentos iguales, segmentos ovalado-oblongos, libres casi hasta la base, filamentos dilatados por arriba del punto medio, subulados arriba, adnados a la base de los segmentos del perianto y más cortos que éstos, anteras linear-oblongas; ovario ínfero, 3-locular, usualmente cortamente rostrado en el ápice, estilo columnar, engrosado por debajo del medio, estigma pequeño, inconspicuamente 3-lobado, óvulos numerosos y en 2 hileras en cada lóculo. Cápsula oblonga u ovoide, loculicida por 3 valvas, rostrada en el ápice, estipitada o comprimida en la base; semillas aplanadas, deltoides.

## Taxonomía
El género fue descrito por  Étienne Pierre Ventenat y publicado en Bull. Sci. Soc. Philom. Paris 1: 65. 1793. La especie tipo es:  Furcraea cubensis (Jacq.) Vent. 
Etimología
El género Furcraea fue llamado así por Étienne Pierre Ventenat en 1793, en honor del conde Antoine de Fourcroy, químico del Real Jardín de las Plantas Medicinales, en París.
m

## Especies
A continuación se brinda un listado de las especies del género Furcraea aceptadas hasta mayo de 2011, ordenadas alfabéticamente. Para cada una se indica el nombre binomial seguido del autor, abreviado según las convenciones y usos, y la publicación válida.
- Furcraea acaulis (Kunth) B.Ullrich, Quepo 6: 69 (1992). - maguey de cocuy[5]
- Furcraea andina Trel. in L.H.Bailey, Stand. Cycl. Hort. 3: 1305 (1915).
- Furcraea antillana A.Álvarez, Anales Inst. Biol. Univ. Nac. Autón. México, Bot. 67: 331 (1996).
- Furcraea boliviensis Ravenna, Pl. Life 34: 151 (1978).
- Furcraea cabuya Trel., Ann. Jard. Bot. Buitenzorg, Suppl. 3: 906 (1910).
- Furcraea cabuya var. cabuya.
- Furcraea cabuya var. integra Trel., Ann. Jard. Bot. Buitenzorg, Suppl. 3: 907 (1910).
- Furcraea depauperata Jacobi, Hamburger Garten- Blumenzeitung 14: 411 (1866).
- Furcraea foetida (L.) Haw., Syn. Pl. Succ.: 78 (1812). - cocuisa de Venezuela[5]
- Furcraea guatemalensis Trel., Trans. Acad. Sci. St. Louis 23: 149 (1915).
- Furcraea guerrerensis Matuda, Anales Inst. Biol. Univ. Nac. México 36: 114 (1966).
- Furcraea hexapetala (Jacq.) Urb., Symb. Antill. 4: 152 (1903).
- Furcraea longaeva Karw. & Zucc., Nova Acta Phys.-Med. Acad. Caes. Leop.-Carol. Nat. Cur. 16(2): 666 (1833).
- Furcraea macdougalii Matuda, Cact. Suc. Mex. 1: 24 (1955).
- Furcraea martinezii García-Mend. & L.de la Rosa, Bol. Soc. Bot. México 66: 121 (2000).
- Furcraea niquivilensis Matuda ex García-Mend., Novon 9: 42 (1999).
- Furcraea occidentalis Trel., Bot. Jahrb. Syst. 50(111): 5 (1913).
- Furcraea parmentieri (Roezl) García-Mend., Bol. Soc. Bot. México 66: 115 (2000).
- Furcraea samalana Trel., Trans. Acad. Sci. St. Louis 23: 119 (1915).
- Furcraea selloa K.Koch, Wochenschr. Vereines Beförd. Gartenbaues Königl. Preuss. Staaten 3: 22 (1860).
- Furcraea stratiotes Petersen, Bot. Tidsskr. 37: 306 (1922).
- Furcraea stricta Jacobi, Abh. Schles. Ges. Vaterl. Cult., Abth. Naturwiss. 1869: 171 (1869).
- Furcraea tuberosa (Mill.) Aiton, Hortus Kew. 2: 303 (1811).
- Furcraea undulata Jacobi, Abh. Schles. Ges. Vaterl. Cult., Abth. Naturwiss. 1869: 170 (1869).